# Elvira Mínguez
Elvira Mínguez (Valladolid, 23 de juliol de 1965) és una actriu espanyola.

## Trajectòria
Vinculada en els seus inicis al teatre, va participar en obres com Romeo y Julieta (1989), La cacatúa verde (1990), o El carro de heno (1991). El 1993 va prendre la decisió de dirigir-se a si mateixa sobre les taules en l'adaptació de Crímenes del corazón. El 1994, el director de càsting Paco Pino la va fitxar per a la pel·lícula Días contados. La seva interpretació d'una militant d'ETA li va valer una candidatura al Goya a la millor actriu revelació així com un esment de la Unión de Actores y Actrices. Ja introduïda en el món del cinema, l'any següent va dirigir el curtmetratge El fumador de pipa. La seva carrera com a actriu va avançar amb petits rols al servei de Ricardo Franco en films com La buena estrella (1997) o Lágrimas negras (1998), rodada el mateix any en què va accedir al seu primer paper protagonista a Me llamo Sara. En ella, l'actriu va encarnar a una dona satisfeta amb la seva parella i amb el seu treball que veu esfondrar-se el seu petit món, el qual es va descomponent davant la seva incrèdula i dolorosa mirada. A aquest treball se li van afegir els realitzats a les ordres de Gonzalo Suárez (El portero) i de Pedro Telechea (El invierno de las anjanas).
El 2001 es va unir al repartiment de Sólo mía on es va posar en la pell d'Andrea, una dona que al costat de la seva parella (Alejandro: Alberto Jiménez), donava suport a Ángela (Paz Vega), una dona de trenta anys maltractada pel seu marit (Joaquín: Sergi López i Ayats). En aquest paper va sintentitzar un dels rols més coneguts de l'actriu: el de la fidel amiga disposada a donar suport als seus sers estimats. El 2002 va fer els seus primers passos al cinema internacional amb dues pel·lícules. En la primera, The Dancer Upstairs de John Malkovich, va interpretar a una inspectora encarregada d'atrapar al cap d'una banda terrorista, els atemptats de la qual es cometien amb la intenció d'aniquilar al govern corrupte d'un país llatinoamericà. Javier Bardem, Juan Diego Botto, Abel Folk i Javier Manrique van completar el repartiment. En la segona, The Reckoning, es va posar en la pell de Martha, una dona acusada de bruixeria i de l'assassinat d'uns adolescents a l'edat mitjana, que rep l'ajuda d'uns actors i un sacerdot que aconsegueixen demostrar la seva innocència i la culpabilitat d'un noble que abans de segar la vida dels joves els violava. Willem Dafoe, Paul Bettany, Brian Coix, Vincent Cassel i Gina McKee van ser els seus companys de repartiment.
A Espanya, Mínguez va escriure al costat de Javier Cámara, María Botto, Juan Diego Botto i Joaquim Oristrell la pel·lícula Els sotasignants com a protesta al suport del govern espanyol de José María Aznar al president estatunidenc George Walker Bush durant la guerra de l'Iraq de 2003. Ella i els tres coguionistes esmentats van assumir els rols d'uns membres d'una companyia de teatre que realitzaven una gira amb l'obra Comedia sin título (Federico García Lorca) i que es veien en la tessitura de decidir si llegir o no un manifest en contra del conflicte bèl·lic. El personatge de Mínguez -una actriu fracassada i madura, per bé que encara sexualment atractiva als ulls d'un dels seus companys joves de funció- arribava a la conclusió que «només importa el que dius quan ets algú».
El 2004, Juan Cruz i José Corbacho la van seleccionar per a interpretar Tapas, en el paper de Raquel, una dona divorciada als quaranta que ofega la seva solitud xatejant per internet i mantenint fortuïtes trobades sexuals amb un vintanyer (César: Rubén Ochandiano). Aquest paper mostrava la imatge de l'actriu com una dona de quaranta anys capaç de refer la seva vida després de cicatritzar les ferides que els anys l'ha infligit, i que encara està disposada a donar-se una oportunitat a si mateixa. La cinta es va estrenar en 2005 al Festival de Cinema Espanyol de Màlaga, on Mínguez va obtenir la seva primera Bisnaga de Plata. Després de recollir el premi, va rodar la sèrie Abuela de verano on va encarnar a Carmen, la fidel cuinera i assistenta d'Eva (Rosa Maria Sardà), una dona que acollia a la seva casa als seus nombrosos nets mentre els seus pares refeien els seus matrimonis. L'actriu va compaginar el rodatge de la sèrie amb la representació de l'obra El olor del café que va protagonitzar al costat de Maite Brick i Borja Manero. Al final de l'any, Elvira va rebre la seva segona candidatura als Premis Goya per Tapas. Un mes després l'actriu va ser guardonada amb el Goya a la millor actriu secundària. Sobre l'escenari, visiblement aclaparada, va declarar no creure que es mereixés el premi mentre el seu director, José Corbacho, la interrompia a l'escenari contradient-la. Tres mesos després, la Unión de Actores y Actrices la va seleccionar per als seus premis anuals.
El 2006 va estrenar La caja, al costat d'Ángela Molina, Antonia San Juan i María Galiana, i l'any següent Pudor, el debut en la realització de Tristán Ulloa. Per aquesta obra va obtenir per segona vegada la Bisnaga de Plata del Festival de Màlaga. El 2008, Cruz i Corbacho van tornar a comptar amb ella per a Cobardes, un drama que basa el seu argument en l'assetjament escolar. Pel seu paper va ser de nou candidata al Premi Goya. Aquell mateix any va interpretar a la revolucionària Celia Sánchez a Che, protagonitzada per Benicio del Toro. El 2011 va protagonitzar el biopic Clara Campoamor, la dona oblidada, basat en la novel·la d'Isaías Lafuente, i on interpreta a Clara Campoamor, que després d'una lluita constant i després de múltiples traïcions, l'1 de desembre de 1931 aconsegueix el seu objectiu: el dret a vot per a la dona.

## Filmografia

### Cinema
- Todos lo saben (2018)
- El guardián invisible (2017)
- L'escollit (2016)
- No culpis el karma del que et passa per gilipolles (2016)
- Truman (2015)
- El desconocido (2015)
- Che (2008)
- Cobardes (2008)
- Pudor (2007)
- La caja (2006)
- Tapas (2005)
- El misterio de Wells (2003)
- Els sotasignants (2002)
- Pasos de baile (2002)
- Trece campanadas (2002)
- Sólo mía (2001)
- El portero (2000)
- El invierno de las anjanas (2000)
- Lágrimas negras (1998)
- Me llamo Sara (1998)
- Diario para un cuento (1998)
- La buena estrella (1997)
- Cachito (1995)
- Historias del Kronen (1995)
- Días contados (1994)

### Televisió
| Any  | Sèrie                    | Canal     | Personatge            | Notes       |
| ---- | ------------------------ | --------- | --------------------- | ----------- |
| 1995 | Mar de dudas             | La 1      | Charo                 | 13 episodis |
| 1998 | La virtud del asesino    | La 1      | Isabel Galán          | 4 episodis  |
| 2003 | Un lugar en el mundo     | Antena 3  |                       | 1 episodio  |
| 2005 | Abuela de verano         | La 1      | Carmen                | 13 episodis |
| 2012 | Imperium                 | Antena 3  | Antonia               | 6 episodis  |
| 2013 | El tiempo entre costuras | Antena 3  | Dolores               | 3 episodis  |
| 2014 | Sin identidad            | Antena 3  | Sor Antonia           | 4 episodis  |
| 2014 | Hermanos                 | Telecinco | Julia                 | 5 episodis  |
| 2018 | Presunto culpable        | Antena 3  | Amaia Aguirre         | 13 episodis |
| 2019 | Los nuestros             | Telecinco | Tinent Coronel Ibarra | 3 episodis  |
| 2019 | Secretos de Estado       | Telecinco | Rosa Aguirre          | 2 episodis  |
| 2019 | Instinto                 | Movistar+ | Dra. Villegas         | 8 episodis  |
| 2020 | Desaparecidos            | Telecinco | Carmen Fuentes        | ¿? episodis |

### Teatre
- El olor del café (2005)
- Crímenes del corazón (1993)
- El carro de heno (1991)
- La cacatúa verde (1990)
- Romeo y Julieta (1989)

## Premis i candidatures

### Premis anuals
Premis Goya
| Any  | Categoria                                    | pel·lícula     | Resultat   |
| ---- | -------------------------------------------- | -------------- | ---------- |
| 1994 | Millor actriu revelació                      | Días contados  | Nominada   |
| 2005 | Millor interpretació femenina de repartiment | Tapas          | Guanyadora |
| 2008 | Millor interpretació femenina de repartiment | Cobardes       | Nominada   |
| 2015 | Millor interpretació femenina de repartiment | El desconocido | Nominada   |

Premis de la Unión de Actores
| Any  | Categoria                                 | pel·lícula               | Resultat   |
| ---- | ----------------------------------------- | ------------------------ | ---------- |
| 2018 | millor actriu de repartiment              | Todos lo saben           | Guanyadora |
| 2014 | millor actriu de reparto de televisió     | Hermanos                 | Nominada   |
| 2014 | millor actriu de reparto de televisió     | Sin identidad            | Guanyadora |
| 2013 | millor actriu secundària de televisió     | El tiempo entre costuras | Guanyadora |
| 2005 | millor actriu secundària de cinema        | Tapas                    | Guanyadora |
| 1994 | Millor interpretació secundària de cinema | Días contados            | Nominada   |
| 1994 | Millor interpretació revelació            | Días contados            | Nominada   |

Medalles del Cercle d'Escriptors Cinematogràfics
| Any  | Categoria                | pel·lícula | Resultat   |
| ---- | ------------------------ | ---------- | ---------- |
| 2005 | millor actriu secundària | Tapas      | Guanyadora |

Premis Ondas
| Any  | Categoria                                                                     | pel·lícula    | Resultat   |
| ---- | ----------------------------------------------------------------------------- | ------------- | ---------- |
| 1994 | Categoria de cinema: millor actriu (ex aequo amb Ruth Gabriel i Candela Peña) | Días contados | Guanyadora |

Premis Barcelona de Cinema
| Any  | Categoria     | pel·lícula | Resultat |
| ---- | ------------- | ---------- | -------- |
| 2005 | millor actriu | Tapas      | Nominada |

### Festivals
Festival de Cinema Español de Màlaga
| Any  | Categoria                                        | pel·lícula | Resultat   |
| ---- | ------------------------------------------------ | ---------- | ---------- |
| 2007 | Biznaga de Plata (Secció oficial): millor actriu | Pudor      | Guanyadora |
| 2005 | Biznaga de Plata (Secció oficial): millor actriu | Tapas      | Guanyadora |

Festival Internacional de Cinema de Karlovy Vary
| Any  | Categoria     | pel·lícula | Resultat   |
| ---- | ------------- | ---------- | ---------- |
| 2007 | millor actriu | Pudor      | Guanyadora |

Festival Internacional de Cinema de Comèdia de Peníscola
| Any  | Categoria                      | pel·lícula | Resultat   |
| ---- | ------------------------------ | ---------- | ---------- |
| 2006 | Premio Calabuch: millor actriu | La caja    | Guanyadora |

Festival de Cinema Hispano de Miami
| Any  | Categoria                                  | pel·lícula    | Resultat   |
| ---- | ------------------------------------------ | ------------- | ---------- |
| 1999 | Golden Egret ("Garsa d'Or"): millor actriu | Me llamo Sara | Guanyadora |

Festival d'Aguilar de Campoo
| Any  | Categoria              | Resultat   |
| ---- | ---------------------- | ---------- |
| 2011 | Águila de Oro de Honor | Guanyadora |